# Darius Simaifar
Darius Simaifar (* 20. Jahrhundert) ist ein deutscher Filmeditor und Regisseur.
Darius Simaifar ist seit Mitte der 1990er Jahre als Filmeditor tätig. Er ist überwiegend bei Spannungs- und Krimiserien und Fernsehfilmen aktiv, dabei für zahlreiche Produktionen des Regisseurs Sigi Rothemund. Beim Deutschen Fernsehpreis 2018 wurde er für seine Arbeit bei Alarm für Cobra 11 – Die Autobahnpolizei nominiert. Bei jener Serie führte er auch bei sieben Folgen die Regie.

## Filmografie (Auswahl)
- 1998–2001: Der Clown (Fernsehserie, 15 Folgen)
- 1998–: Alarm für Cobra 11 – Die Autobahnpolizei (Fernsehserie, 16 Folgen)
- 2002–2010: Donna Leon (Fernsehreihe)
  - 2002: In Sachen Signora Brunetti
  - 2002: Nobiltà
  - 2003: Venezianisches Finale
  - 2003: Feine Freunde
  - 2004: Sanft entschlafen
  - 2004: Acqua Alta
  - 2004: Sanft entschlafen
  - 2005: Beweise, dass es böse ist
  - 2005: Verschwiegene Kanäle
  - 2006: Endstation Venedig
  - 2006: Das Gesetz der Lagune
  - 2008: Die dunkle Stunde der Serenissima
  - 2008: Blutige Steine
  - 2009: Wie durch ein dunkles Glas
  - 2010: Lasset die Kinder zu mir kommen
- 2005–2014: SOKO Köln (Fernsehserie, 27 Folgen)
- 2006: Commissario Laurenti (Fernsehreihe, 2 Folgen)
- 2008: Wenn wir uns begegnen
- 2008: Lutter: Toter Bruder
- 2009: Lutter: Mordshunger
- 2009: Sterne über dem Eis
- 2009: Kommissar LaBréa – Tod an der Bastille
- 2010–2012: Mord mit Aussicht (Fernsehserie, 7 Folgen)
- 2011: Kein Sex ist auch keine Lösung
- 2011: Hindenburg
- 2013: Marie Brand und die offene Rechnung
- 2023: Marie Brand und die Engel des Todes
- 2013–2016: Die Chefin (Fernsehserie, 8 Folgen)
- 2015: Stralsund: Kreuzfeuer
- 2015: Stralsund: Der Anschlag
- 2025: Die Stille am Ende der Nacht